# Mezinárodní federace orientačního běhu
Mezinárodní federace orientačního běhu (IOF, anglicky: International Orienteering Federation) zastřešuje národní svazy orientačních sportů.

## Historie
Založena byla 21. května roku 1961 na kongresu v dánské Kodani. Zakládajícími členy byly národní svazy z Bulharska, Československa, Dánska, Spolková republika Německo, Německá demokratická republika, Finsko, Maďarsko, Norsko, Švédsko a Švýcarsko. Je členem mezinárodních organizací: SportAccord, MOV, IWGA a ARISF. V České republice je členem federace Český svaz orientačních sportů (ČSOS).